# حصار قورية (1142)
حصار قورية هي عملية عسكرية قام بها ألفونسو السابع ملك قشتالة وليون بالاستيلاء على قورية بعد إخفاقة في اختراق حصن المدينة عام 1138 م، وهي جزء من معارك الاسترداد التي استهدفت ضم جميع الأراضي التي استولى عليها المسلمون في الأندلس إلى الحكم الصليبي. وكانت قورية قد عادت إلى سيطرة المسيحيين على يد ألفونسو السادس ملك قشتالة، لكن المرابطون استولوا عليها من جديد بعد وفاة الأخير.